# Penha de França
Penha de França is een plaats (freguesia) in de Portugese gemeente Lissabon en telt 28.475 inwoners (2021).

## Indeling
In 2012 werd de freguesia Penha de França samengevoegd met de freguesia São João.
| Huidige freguesia | Huidige freguesia | Huidige freguesia | Freguesias voor 2012 | Freguesias voor 2012 | Freguesias voor 2012 |
| Freguesia         | Inwoners          | Oppervlakte       | Freguesias           | Inwoners             | Oppervlakte          |
| ----------------- | ----------------- | ----------------- | -------------------- | -------------------- | -------------------- |
| Penha de França   | 27.967            | 2,71 km²          | Penha de França      | 12.780               | 0,68 km²             |
| Penha de França   | 27.967            | 2,71 km²          | São João             | 15.187               | 1,51 km²             |
| Census: 2011      |                   |                   |                      |                      |                      |

| Detailkaart              |
| ------------------------ |
|                          |
| Indeling voor en na 2012 |